# Cyrenoida panamensis
Cyrenoida panamensis is een tweekleppigensoort uit de familie van de Cyrenoididae. De wetenschappelijke naam van de soort is voor het eerst geldig gepubliceerd in 1931 door Pilsbry & Zetek.